# Ninetjer

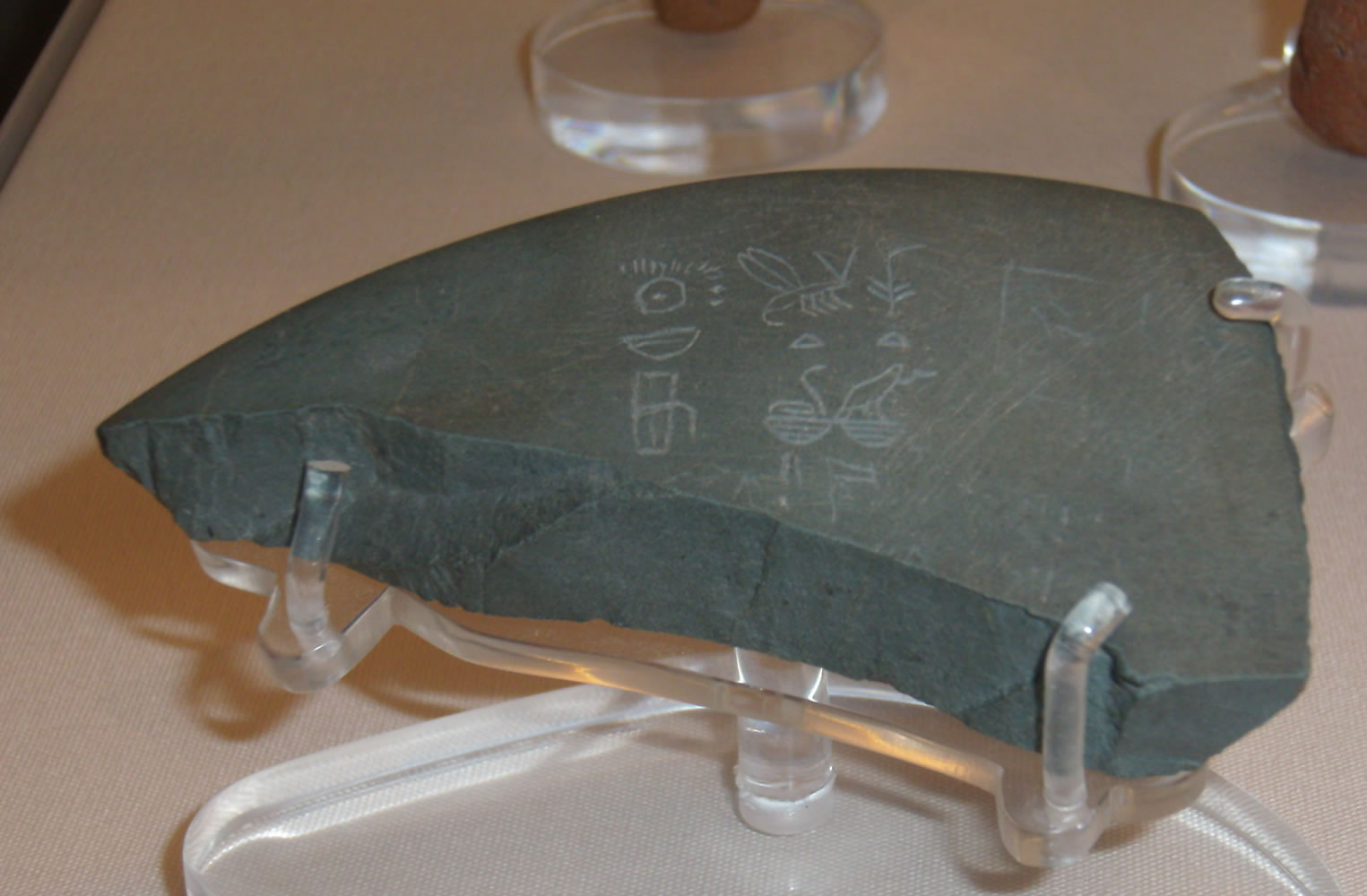
Nebré és Ninetjer nevei egymás mellett. Érdekesség, hogy Ninetjer helyett eredetileg Uneg neve állt ott

Ninetjer ókori egyiptomi fáraó a II. dinasztiából. A torinói királylistán [...]nṯr-rn, az abüdoszin b3-nṯr, a szakkarain b3-nṯrw. Manethón nyomán Africanusnál Binóthrisz, Euszebiosznál Biophisz nevekkel azonosítható, akinek Manethón 47 uralkodási évet tulajdonított. A királylisták egyöntetűen Nebré utódjának tartják, az ő utódja viszont teljesen bizonytalan. Manethón szerint egy további királyt követően Haszehem foglalta el a trónt. Uralkodásának 15. évében született Haszehem nevű fia talán azonos a II. dinasztia utolsó(előtti) uralkodójával.

## Uralkodása
Ninetjer uralkodásának ideje meglehetősen homályos. Több II. dinasztiabeli név maradt fenn, akiknek azonosítása kérdéses. Az elméletek között van olyan, miszerint trónkövetelő lett Alsó-Egyiptomban Uneg, aki akár a testvére, akár a gyermeke is lehetett. Más verzió szerint Uneg nem állt rokonságban vele, vagy az utódja volt olyan formában, hogy Ninetjer megosztotta a trónt Uneg és Peribszen között. Ha a Haszehem nevű gyermeke azonos az uralkodó Haszehemmel, akkor a II. dinasztia rövid ideig regnált, és a hat ismert nevű király mind néhány évtized alatt fordult meg a két Egyiptom trónján.
A sírjának tekintett masztabát Szakkarában építette fel, később Dzsószer itt építette piramisát. Ez két különálló, tekervényes föld alatti folyosórendszer. A korábbi és későbbi II. dinasztiabeli uralkodók a felső-egyiptomi Pekerben temetkeztek, miközben Szakkarában álsírokat emeltek, ezért lehetséges, hogy ez a sír is álsír és Ninetjer valódi sírját még nem találták meg a régészek. A sírokban Nebré és Hotepszehemui neveit is megtalálták pecsétlenyomatokon, lehetséges, hogy legalább két uralkodó sírja vagy álsírja volt ez a két hatalmas alépítmény. A felépítmény teljesen eltűnt. A Dzsószer-piramis északi udvara alatt is fekszik két folyosórendszer, talán a felépítményeket a piramis építése idején bontották el. Az Unisz-piramis környékén szintén II. dinasztiabeli sírok vannak, korábban az S 2302 masztabát tartották Ninetjer sírjának, amely a legnagyobb ezek közül, azonban ma már tudjuk, hogy Ruaben tisztviselőé volt.
A palermói kő évkönyvszerűen felsorol néhány eseményt az életéből. Eszerint a 6. és 26. éve közötti legjelentősebb események az istenek tiszteletére rendezett ünnepségek, valamint a kétévenkénti adóösszeírások voltak.
- Név: Hór-Ninetjer, a Kettős Koronás király, az arany hajtás [...]
- 7. év: Hór kísérése harmadszor (ünnep), [adóösszeírás], [...]
- 8. év: A király megjelenése Felső-Egyiptomban, a zsinór lefektetése a „Hórusznév háza” palotához, az áradás 1,57 méter magas
- 9. év: Hór kísérése negyedszer, az állatállomány megszámlálása, az áradás 1,09 méter magas
- 10. év: A király megjelenése Felső-Egyiptomban, Ápisz futtatása, az áradás 1,09 méter magas
- 11. év: Hór kísérése ötödször, állatállomány- és népszámlálás, az áradás 1,98 méter magas
- 12. év: A király megjelenése Alsó-Egyiptomban, a második Szokar-fesztivál tartása, az áradás 1,92 méter magas
- 13. év: Hór kísérése hatodszor, állat- és népszámlálás, az áradás 0,52 méter magas
- 14. év: A Ḥrw-sb3-pt első megrendezése, Sem-Ré (nevű település) megsemmisítése/létrehozása és (az ahhoz tartozó?) észak házának lerombolása, az áradás 2,15 méter
- 15. év: Hór kísérése hetedszer, állat- és népszámlálás, az áradás 2,15 méter
- 16. év: A király megjelenése Alsó-Egyiptomban, Ápisz második futtatása, az áradás 1,92 méter
- 17. év: Hór kísérése nyolcadszor, állat- és népszámlálás, az áradás 2,40 méter
- 18. év: A király megjelenése Alsó-Egyiptomban, harmadik Szokar-fesztivál, áradás 2,21 méter
- 19. év: Hór kilencedik kísérése, állat- és népszámlálás, áradás 2,25 méter
- 20. év: A király megjelenése Alsó-Egyiptomban, áldozat a király anyjának, az örökkévalóság-fesztivál megrendezése, az áradás 1,92 méter
- 21. év: Hór kísérése [tizedszer] [...]

## Titulatúra
A fáraók titulatúrájának magyarázatát és történetét lásd az Ötelemű titulatúra szócikkben.
| G5 |

| G5 |

| R8 | N35 |

| R8 | N35 |

| R8 | N35 |

| R8 | N35 |

| G5 |

| G5 |

| R8 | N35 |

| R8 | N35 |

| R8 | N35 |

| R8 | N35 |

| G16 |

| G16 |

| R8 · N35 |

| R8 · N35 |

| G16 |

| G16 |

| R8 · N35 |

| R8 · N35 |

| G8 |

| G8 |

| M22 | D21 · N35 · S12 |

| M22 | D21 · N35 · S12 |

| G8 |

| G8 |

| M22 | D21 · N35 · S12 |

| M22 | D21 · N35 · S12 |

| G39 | N5 | \| \| |
|     |    |       |

|  |

| G39 | N5 | \| \| |
|     |    |       |

|  |

| R8 · N35 |

| R8 · N35 |

| R8 · N35 |

| R8 · N35 |

| R8 · N35 |

| R8 · N35 |

| R8 · N35 |

| R8 · N35 |

| G39 | N5 | \| \| |
|     |    |       |

|  |

| G39 | N5 | \| \| |
|     |    |       |

|  |

| R8 · N35 |

| R8 · N35 |

| R8 · N35 |

| R8 · N35 |

| R8 · N35 |

| R8 · N35 |

| R8 · N35 |

| R8 · N35 |